# Popovi
Popovi so naselje v občini Bijeljina, Bosna in Hercegovina. 

## Deli naselja
Popovi in Kućišta.

## Prebivalstvo
| Pregled števila prebivalcev po letih | Pregled števila prebivalcev po letih | Pregled števila prebivalcev po letih | Pregled števila prebivalcev po letih | Pregled števila prebivalcev po letih | Pregled števila prebivalcev po letih |
| ------------------------------------ | ------------------------------------ | ------------------------------------ | ------------------------------------ | ------------------------------------ | ------------------------------------ |
| 1948                                 | 1953                                 | 1961                                 | 1971                                 | 1981                                 | 1991                                 |
| -                                    | -                                    | -                                    | 1.125                                | 1.145                                | 1.134                                |

| Narodna sestava prebivalstva po letih                                                                                          | Narodna sestava prebivalstva po letih                                                                                           | Narodna sestava prebivalstva po letih                                                                                            |
| --- | --- | --- |
| 1971 | 1981 | 1991 |
| . skupaj: 1.125 Srbi 1.115 (99,11 %) Hrvati 2 (0,17 %) Muslimani 0 (0,00 %) Jugoslovani 0 (0,00 %) drugi in neznano 8 (0,71 %) | . skupaj: 1.145 Srbi 995 (86,89 %) Hrvati 2 (0,17 %) Muslimani 0 (0,00 %) Jugoslovani 143 (12,48 %) drugi in neznano 5 (0,43 %) | . skupaj: 1.134 Srbi 1.086 (95,76 %) Hrvati 2 (0,17 %) Muslimani 1 (0,08 %) Jugoslovani 34 (2,99 %) drugi in neznano 11 (0,97 %) |